# Rozpuštěný a vypuštěný
Rozpuštěný a vypuštěný je česká filmová detektivní retrokomedie z roku 1984. Využívá některé motivy z Divadla Járy Cimrmana, především ze hry Vražda v salonním coupé, ovšem na cimrmanovské realitě je nezávislá.

## Příběh
Na sklonku Rakouska-Uherska policejní inspektor Trachta a jeho praktikant Hlaváček vyšetřují vraždu továrníka Bierhanzla, který z kachních vajec vyráběl zázračnou mast proti plešatosti a záhadně zmizel právě ve chvíli, kdy ve své vile organizoval větší oslavu. Odhalené stopy ukazují, že byl důmyslně zavražděn: jak napovídá i název filmu, byl zjevně rozpuštěn ve vaně za pomoci kyseliny sírové a jeho ostatky byly vypuštěny do kanalizace. Trachta s Hlaváčkem originálním způsobem vyšetřování zjistí (a to i přes neustálé narušování práce ze strany policejního ředitele), že ve skutečnosti došlo ke zcela jiným zločinům, že vražda je pouze fingovaná a domněle vypuštěný továrník Bierhanzel žije, jen s malou újmou na kráse. Hlaváček se dokonce stihne šťastně zamilovat...

## Osoby a obsazení
(V seznamu jsou tučně uvedeni členové Divadla Járy Cimrmana.)
| Jiří Zahajský           | policejní inspektor Václav Trachta                                  |
| Marek Brodský           | policejní praktikant Jindřich Hlaváček                              |
| Petr Čepek              | policejní ředitel Evžen                                             |
| Rudolf Hrušínský        | Hlaváčkův otec, hajný                                               |
| Blažena Holišová        | Hlaváčkova matka                                                    |
| Veronika Jeníková       | Hlaváčkova nápadnice Růženka Kubíková                               |
| Václav Král             | cukrář Kubík                                                        |
| Jan Hraběta             | Ječný, pomocník detektiva Klečky                                    |
| Jan Kašpar              | Ziegler, pomocník detektiva Klečky                                  |
| Valerie Kaplanová       | podezřelá č. 1                                                      |
| Radúz Chmelík           | podezřelý č. 2                                                      |
| Jan Cmíral              | podezřelý č. 3                                                      |
| Josef Abrhám            | podezřelý č. 6 – psychiatr prof. Žalud                              |
| Zdeněk Svěrák           | podezřelý č. 7 – průmyslový básník Jelínek, znamenitý vypravěč      |
| Petr Brukner            | podezřelý č. 8                                                      |
| Jaroslav Vozáb          | podezřelý č. 9 – Bierhanzlův sluha Pazdera                          |
| Rudolf Hrušínský mladší | podezřelý č. 11 – univerzální dědic Arnošt Sýkorka                  |
| Karel Peyr              | podezřelý č. 14                                                     |
| Jan Kuželka             | zřízenec zdravotní ambulance                                        |
| Petr Šícha              | policejní strážník                                                  |
| Jiří Kodet              | továrník Karel Bierhanzel                                           |
| Ladislav Smoljak        | listonoš, přinášející továrníku Bierhanzlovi stohy děkovných dopisů |
| Václav Kotek            | neurčená role, pravděpodobně prodejce masti na indickém trhu        |
| Vlastimil Brodský       | kloboučník Alois Oulík                                              |
| Miloslav Kopečný        | pomocník kloboučníka Oulíka                                         |
| Jaroslav Weigel         | švec Emanuel Pecháček                                               |
| Jaroslava Kretschmerová | ševcova manželka Aloise Pecháčková                                  |
| Jan Semotán             | chlapec hrající si před ševcovnou                                   |
| Pavel Vondruška         | chovanec Kája v sanatoriu dr. Žaluda                                |
| Alena Karešová          | zdravotní sestra v sanatoriu prof. Žaluda                           |
| Boris Hybner            | chovanec Ferda v sanatoriu prof. Žaluda                             |
| Jiří Knot               | chovanec Jaroušek v sanatoriu prof. Žaluda                          |
| Zdeněk Srstka           | zřízenec Bedříšek na kachní farmě                                   |
| Milan Klacek            | uprchlý chovanec Bursík                                             |
| Jaroslava Adamová       | bordelmamá                                                          |
| Valerie Zawadská        | prostitutka Vilma Böhmová                                           |
| Genadij Rumlena         | svůdník žen Franta Jetel z Pardubic                                 |
| Mirko Musil             | cestující do Říčan                                                  |
| Břetislav Slováček      | reportér listu Národní politika                                     |
| Jaromír Kučera          |                                                                     |

## Zajímavosti
V 1., 2. a 5. díle zábavného pořadu Veselé příhody z natáčení vyprávějí Ladislav Smoljak a Zdeněk Svěrák mystifikační historky ze zákulisí vzniku filmu.
Ve filmu zazní několik „vyšetřovacích zásad“, jimiž inspektor Trachta při různých příležitostech zásobuje praktikanta Hlaváčka:
- Zásada číslo 1: Udělat si mezi podezřelými pořádek.
- Zásada číslo 2: Vnést mezi podezřelé zmatek.
- Zásada číslo 3: Je-li na místě činu univerzální dědic, vyšetřování prakticky skončilo.
- Zásada číslo 4: Nesnažit se být chytřejší než inspektor Trachta.
- Zásada číslo 5: K závažnějším případům policista zásadně nepřibírá rodiče.
- Zásada číslo 6: I nesprávný příkaz je příkazem.
- Zásada číslo 7: Vyžaduje-li to situace, neplatí zásada číslo 5.
- Zásada číslo 8: Na světě je to tak, že jedni orají a vláčejí, a druzí sklízejí. (Tato zásada plati nejenom u policie.)